# Miñones de Álava
Los Miñones de Álava (en euskera batúa, Arabako Miñoiak) son un cuerpo de policía español, dependiente de la Diputación Foral de Álava, que actúa en esta provincia del País Vasco. Es el cuerpo policial en funcionamiento más antiguo de España, por delante de la Guardia Civil, al haber sido fundado en 1793 como institución foral junto a los ya desaparecidos Miñones de Vizcaya y los Miqueletes de Guipúzcoa.
Hoy es un cuerpo policial singular, puesto que mantiene su carácter eminentemente foral al servicio de la Diputación Foral, de la que depende funcionalmente, pero se encuentra orgánicamente integrado, desde 1992, dentro de la Ertzaintza, como sección con uniformidad y emblemas propios e imagen corporativa de vehículos diferenciada. 
De los 486 militares y policías asesinados por la banda terrorista ETA, uno de ellos era agente de los Miñones de Álava. El 10 de enero de 1980, fue asesinado a disparos el comandante de caballería y jefe del Cuerpo de Miñones Jesús Velasco Zuazola, en Vitoria. 
Otro agente del Cuerpo de Miñones, Jesús Maria Altuna Azkoitia murió en acto de servicio el 7 de marzo de 2005 en la A-1 a la altura de Aspárrena al ser atropellado por un vehículo mientras auxiliaba a una conductora accidentada durante un episodio de nieve y hielo.

## Funciones

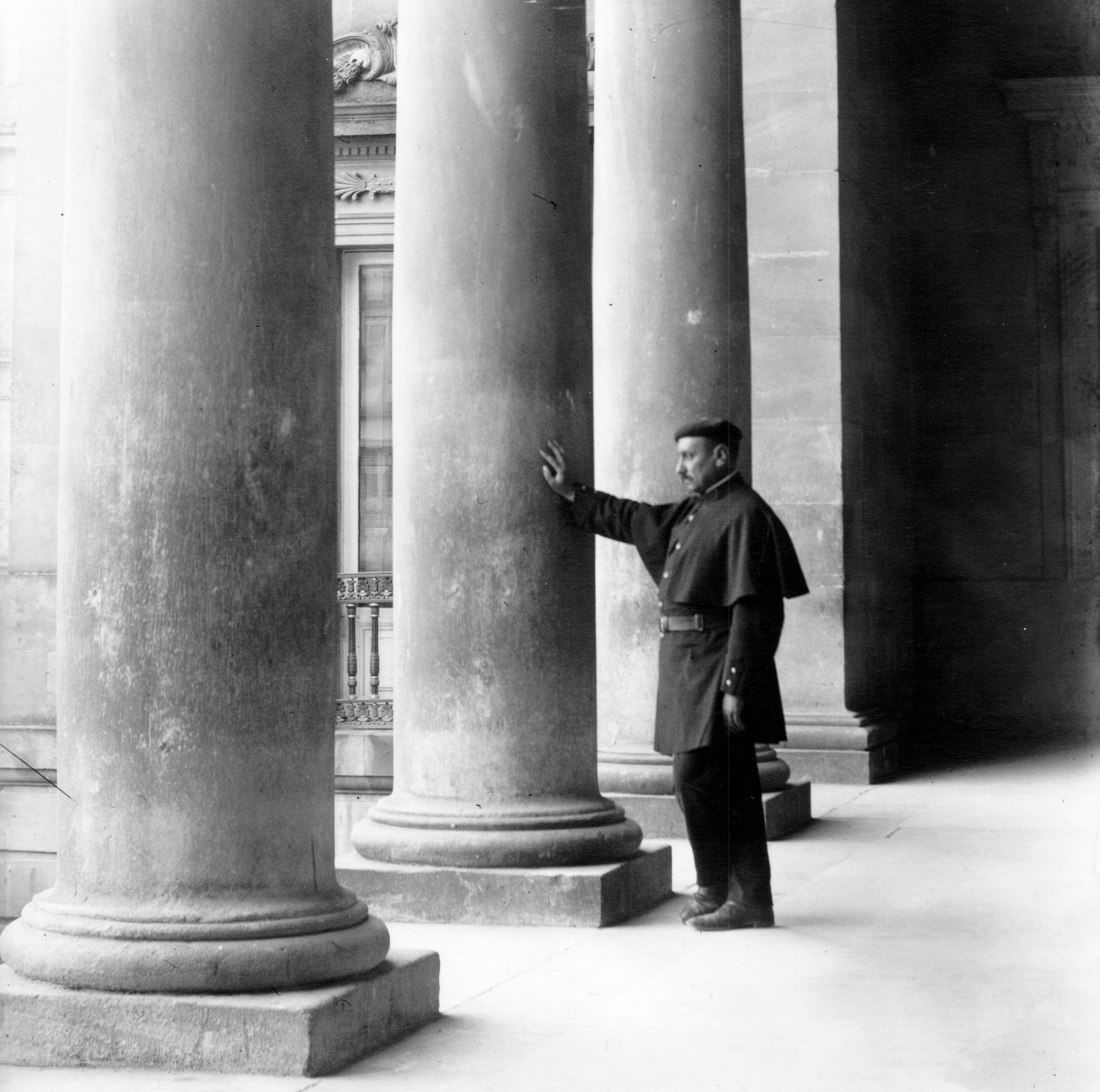
Un miñón, a comienzos del siglo

Las funciones que actualmente desarrollan los miñones, solamente dentro del territorio histórico y provincia de Álava son:
- La representación de las instituciones forales y la protección a sus autoridades,
- La vigilancia y protección de los bienes del patrimonio foral.
- La seguridad de los usuarios de las instalaciones provinciales.
- La realización de tareas policiales en asuntos tanto de inspección del transporte por carretera como de conservación y vigilancia de carreteras.
- La prestación de auxilio al resto de unidades o servicios del cuerpo, de acuerdo con las normas del Departamento de Seguridad del Gobierno Vasco.

## Áreas de actividad
El Cuerpo de Miñones desarrolla sus funciones organizado en torno a 4 áreas de actividad:
- Seguridad Institucional, Autoridades y Patrimonio.Vigilancia de edificios titularidad de la Diputación Foral, acompañamiento al Diputado General en eventos y actos de representación en diversas citas tradicionales

- Carreteras: Inspección del Transporte por carretera.Vigilancia y auxilio en carretera, apoyo en accidentes e incidencias a la Unidad Territorial de Tráfico de la Ertzaintza

- PER (Patrullas de Entorno Rural). Antiguo Grupo de Apoyo al medio Ambiente (GAMA). Medio ambiente, caza, pesca, apoyos en búsquedas y rescates a Ertzaintza, Bomberos y Agentes Medioambientales, patrullas de proximidad y atención ciudadana por los más de 400 pueblos del Territorio Histórico

- Centro de Coordinación de la Diputación Foral de Álava (CE.CO.). Que gestiona las patrullas de la Unidad y otros servicios de la Diputación como los retenes de mantenimiento y obras públicas o, el más importante, la Central de Operaciones del Organismo de Bomberos Araba. Movilizando y coordinando la actividad de los Parques de las Unidades Comarcales de Extinción de Incendios y Salvamento, UCEIS